# طارق الموسى
طارق غوستاف الموسى (من مواليد 21 أغسطس 1981) هو مستثمر عقاري أمريكي من أصل لبناني وشخصية تلفزيونية. اشتهر بمشاركته في استضافة برنامج Flip or Flop على قناة HGTV 

## النشأة
ولد طارق جوستاف الموسى في 21 أغسطس 1981، لأب لبناني كاثوليكي، وأم بلجيكية، في لونج بيتش، كاليفورنيا. 

## الحياة المهنية
حصل موسى على رخصته العقارية عام 2002، وعمره 21 عامًا.  كان لديه مهنة مربحة في بيع العقارات حتى الأزمة الاقتصادية عام 2008، عندما بدأ العمل في مجال ترميم المنازل وقلبها، ومن ثم عرضه ضمن برامج تلفزيون الواقع، الأمر الذي تسبب في شهرته وتحوله الى شخصية تلفزيونية شهيرة.